# Luis Mottola
Luis Gustavo Mottola García, conocido artísticamente como Luis Mottola (Buenos Aires; 21 de febrero de 1968), es un actor, presentador, entrenador y formador español de origen argentino.

## Biografía
Luis Mottola comienza en Argentina su carrera en 1988 como actor de televisión mientras realiza sus estudios de interpretación y la licenciatura de Profesor de Educación Física (INEF). Tras participar como secundario en múltiples series juveniles de Telefé, Canal 13, Pol-ka y Azul TV (El gordo y el flaco, Muñeca brava, Verano del 98, El oro y el barro o Ilusiones, entre otras), pronto da el salto a las producciones de mayor éxito del país con papeles fijos principales en Los buscas de siempre, Los simuladores, ¡Grande, Pa!, Life College, Chiquititas, Montaña rusa, Amigovios, El 22 o Enamorarte, convirtiéndose en uno de los rostros más populares del país gracias a sus particulares creaciones de arquetipos como el malo o el galán clásico.
Durante esta etapa, participa también en múltiples proyectos teatrales, entre los que destaca su trabajo en El acompañamiento del clásico autor argentino Carlos Gorostiza junto con el actor y cantante argentino Pepe Mariani, en La tempestad de William Shakespeare como el Príncipe de Nápoles o en No hay que llorar de Roberto Cossa como Osvaldo.
Tras varias estancias temporales en España, Luis Mottola decide fijar su residencia en Madrid a partir de 2004 y retoma su carrera con personajes episódicos en la mayoría de las series de la época dorada de la ficción española, participando en Física o química, Los Serrano, Aquí no hay quien viva o Amar en tiempos revueltos, entre otras. En 2006, interpreta su primer papel protagonista en España en En l'aire, ficción producida por Canal 9 en la que interpreta a Emilio. El proyecto En l'aire, que se cancela inesperadamente tras la grabación de los primeros diez episodios, conducirá directamente a la incorporación de Luis Mottola en Negocis de familia, la serie de mayor éxito de la televisión valenciana de los últimos años en la que interpretará a un perverso pero atractivo Fabián Sabinelli y cuya tramas fueron seguidas por miles de espectadores hasta desembocar en un inesperado y emocionante final en 2007. Gracias a Negocis de familia, Luis Mottola es un actor ampliamente reconocido y popular en la Comunidad Valenciana y limítrofes en las que se ha emitido (y reemitido repetidamente) esta serie producida por Estudios Valencia Televisión y Zebra Producciones para Canal 9.
Durante esta etapa, también coproduce en colaboración con el productor y director español Nacho A. Llorente la última versión realizada en España de El acompañamiento de Carlos Gorostiza, en la que esta vez dejará el papel de Sebastián en manos del actor argentino Pablo Centomo e interpretará el personaje de Tuco que en su momento hiciera Pepe Mariani. El acompañamiento en la producción de Artematopeya fue preestrenado el 14 y 15 de mayo de 2005 en el Teatro Lope de Vega de Chinchón y estrenado para temporada en el Teatro Tribueñe de Madrid entre septiembre y noviembre de 2005 con gran éxito de crítica y público. La producción introdujo importantes innovaciones en el tratamiento escenográfico y en la dirección de actores y contó con la música en directo de los instrumentistas Carlos Echegaray y Lucho Baigo. Tras El acompañamiento, interviene en diferentes producciones teatrales como ¿Dos? del dramaturgo español Borja Ortiz de Gondra, Criminal del dramaturgo y guionista argentino Javier Daulte o Esperando a Godot de Samuel Beckett en producción de la Real Escuela Superior de Arte Dramático de Madrid.
En[2006, y tras una breve colaboración en La distancia del director español Iñaki Dorronsoro, participa en las películas 3:19 Nada Es Casualidad del guionista y director mexicano Dany Saadia y en The Bourne Ultimatum, dirigida por Paul Greengrass y protagonizada por Matt Damon en 2007.
Desde 2008, interpreta el papel de Andrés Novoa, uno de sus mayores éxitos en la televisión española, en la serie El internado, producida por Globomedia para la cadena española Antena 3, en las cuatro últimas temporadas de la serie que concluye en 2010. A partir de 2008, Luis Mottola también participa en dos importantes proyectos internacionales de HBO, uno de los canales de televisión por cable y satélite más populares de Estados Unidos propiedad de Time Warner. Será anchorman y presentador de La Liga en acción, un programa sobre la liga española de fútbol emitido en exclusiva para Estados Unidos y Latinoamérica y en la IPTV de LaLiga que incluye reportajes, documentales y entrevistas a los miembros más destacados de la Liga Española de Fútbol Profesional. En 2010, Luis Mottola volverá a presentar para HBO la serie-limitada 'Destino Sudáfrica 2010, un programa documental emitido en las semanas previas a la celebración de la Copa Mundial de Fútbol de 2010 en Sudáfrica.
En 2009, Luis Mottola regresa a la Comunidad Valenciana para rodar la TV-movie Desátate, una comedia del director valenciano Jesús Font producida por Malvarrosa Media y Diagonal TV en la que interpreta al paranoico Rafa. Desátate participó en las secciones oficiales a concurso de la XXX Mostra de València, la I Edición de Seminci TV 2009, la 3.ª Mostra de Cinema i Audiovisual SomCinema 2009 y la Sección Oficial Festival Tirant Avant 2010, en el que fue galardonado con los premios a Mejor actor (Jaime Pujol), Mejor Película para TV, Mejor Dirección Artística y Mejor Versión Valenciana. También en 2009 participará en la producción teatral Caídos del cielo de la dramaturga y directora Paloma Pedrero estrenada en el XXV Festival de Otoño de Madrid y reestrenada el 19 de mayo de 2009 en el Teatro Fernando Fernán Gómez de Madrid. Caídos del cielo fue finalista en los Premios Valle Inclán de Teatro concedidos por el suplemento «El Cultural» del diario El Mundo del Siglo XXI como acontecimiento teatral más importante del año 2009.
En octubre de 2012, se emite en España Mitos y leyendas, la serie de La 2 en la que interpreta el personaje de Egisto. Su siguiente participación cinematográfica es en Alacrán enamorado, basada en la novela de Carlos Bardem, dirigida por Santiago Zannou y protagonizada por Álex González que fue estrenada en 2013.
Desde abril de 2013, graba la serie musical de ficción Dreamland, producida por Mediaset España y que será emitida en 2014 en Cuatro. En 2014, graba la exitosa serie de ficción Sin identidad, producida por Diagonal TV para Antena 3 y escrita por Sergi Belbel, que se estrena el 13 de mayo con un arrollador 25,7% de audiencia (4.931.000 espectadores). También protagoniza los cortometrajes Misila y Solos en la noche, escrito y dirigido por Javier Alonso y con fotografía de Jacobo Vázquez Dodero, candidato al Óscar 2014 por su participación en el cortometraje Aquel no era yo. En el mes de marzo se incorpora a la Academia del verso de Alcalá de Henares, para preparar bajo la dirección de Yayo Cáceres y Álvaro Tato, fundadores de la compañía de teatro Ron Lalá, un nuevo proyecto de teatro para revisitar el Tenorio clásico. En el mes de abril, vuelve al canal internacional HBO de Time Warner como presentador de la serie documental Destino Brasil 2014, un programa deportivo de entretenimiento emitido en Estados Unidos e Iberoamérica en las semanas previas a la celebración de la Copa Mundial de Fútbol de 2014 en Brasil. También colabora en el largometraje documental Messi escrito por Jorge Valdano y dirigido por Álex de la Iglesia como voiceover de uno de los personajes (periodista). En mayo, estrena en Madrid un texto de microteatro (Álvaro o la fuerza del vino) escrito por el actor y director Nancho Novo y en junio encarna el personaje del Comendador en J - Variaciones sobre Don Juan, función de estreno absoluto en el festival Clásicos en Alcalá 2014 escrita por Álvaro Tato y dirigida por Yayo Cáceres, que interrumpirá por una intervención quirúrgica. Tras unas semanas de recuperación, retoma sus proyectos para 2014 con la grabación del largometraje  Legionario, escrita y dirigida por Eduardo H. Garza, del cortometraje La Doña, del realizador y productor Alejandro Marcos, y de la serie de ficción Aquí paz y después gloria, protagonizada por Antonio Resines. El 12 de diciembre de 2014 se estrena en Italia Senza identità, la versión internacional de Sin identidad que alcanza el primer puesto de lo más visto con 4.439.000 espectadores y un 19,1% de cuota de audiencia en Canale 5.
En 2015, cancela su participación en los largometrajes Una historia criminal y El faro por necesidades de agenda y junto con Fernando Albizu protagoniza, en su regreso al teatro, el nuevo texto de Íñigo Ramírez de Haro, el musical Trágala, trágala en una producción de Yllana dirigida por Juan Ramos con música de Ron Lalá estrenada en la programación del Teatro Español de Madrid en marzo de 2015. En noviembre, el musical Trágala, trágala, en una nueva producción de Yllana de nuevo dirigida por Juan Ramos, protagoniza la reapertura del clásico Teatro Nuevo Apolo de Madrid, convirtiéndose en el espectáculo que devuelve al Teatro Nuevo Apolo a la vanguardia del teatro musical en Madrid. También colabora en 2015 con proyectos de musicales como la grabación de los cuentos del compositor Alejandro Vivas Puig. 
En 2016, se presenta en el Auditorio Nacional de Música con el personaje Gaucho Colate en el concierto En busca de la llama perdida de Alejandro Vivas Puig y protagoniza su primer videoclip musical Sentado junto a ti con la banda española Noviembre, producido y dirigido por Jorge Escobedo de Sôber. También dirige y protagoniza Yo me bajo en la próxima, ¿y usted? y Feliz Aniversario de Adolfo Marsillach, en la gira Viajando con Marsillach producida por Valera Producciones. En junio, protagoniza junto con Lolita Flores el cortometraje Carne, de nuevo escrito y dirigido por el realizador y productor Alejandro Marcos, y comienza con el rodaje del largometraje Es por tu bien, escrito por Manuel Burque y Josep Gatell.
Comienza 2017 con los estrenos de los largometrajes Legionario y Es por tu bien y del cortometraje Carne, que protagoniza junto con Lolita Flores. Además, en el primer trimestre comienza la grabación de un nuevo largometraje. En abril, estrena en el Teatro La Latina de Madrid Prefiero que seamos amigos de Laurent Ruquier, en una producción de Jesús Cimarro y Pentación Espectáculos dirigida por Tamzin Townsend que coprotagoniza con Lolita Flores y que gira a partir de agosto hasta verano de 2018 por los mejores teatros del circuito nacional hasta completar una gira de 200 funciones con multitud de referencias en prensa, presentaciones en televisiones y radios y éxito de crítica y público, que llena la mayoría de los teatros incluidos en la programación. Además, comenzará a girar con Teatro para incluir, un proyecto de teatro con proyección social.
En 2018, durante su gira teatral, regresa al canal internacional HBO de Time Warner como presentador de la serie documental Destino Rusia 2018, la serie de entretenimiento sobre las figuras deportivas de la Copa Mundial de Fútbol de 2018 que se emite en todo el mundo a través de la plataforma digital HBO. También concluye junto a junto a Antonio de la Torre y Chino Darín la grabación de la película La noche de 12 años, de Álvaro Brechner, basada en el libro autobiográfico Memorias del calabozo sobre el encarcelamiento de José "Pepe" Mujica. La película es ovacionada en la Bienal de Venezia y multipremiada en varios festivales (Biarritz, Bélgica) y, finalmente, La noche de 12 años es nominada en varias categorías de los Premios Goya 2018 de la Academia de las Artes y las Ciencias Cinematográficas de España, entre las que destacan la de Mejor Película Iberoamericana y Mejor Guion Adaptado. También es candidata a la nominación en los Oscars de la Academia de Artes y Ciencias Cinematográficas americana, en el apartado de Mejor Película de Habla no Inglesa.
En 2019, comienza la gira de la producción teatral de La fuerza del cariño, en producción de Jesús Cimarro y Pentación Espectáculos dirigida por Magüi Mira y que vuelve a coprotagonizar con Lolita Flores. Además, estrena el programa de radio No me cambies la vida, que dirige y presenta en COPE Sureste. 
En 2020, durante el parón de la gira de La fuerza del cariño ocasionado por el coronavirus, protagoniza junto a Lolita Flores la película Llévame hasta el cielo, basada en el libro del mismo título de Nacho A. Llorente y dirigida por Juan Carlos Rubio, prevista para su estreno en plataforma digital a finales de 2020. Coincidiendo con la reapertura de los teatros, Llévame hasta el cielo se convierte también en producción teatral, que comienza su andadura en el Teatro Galileo con el mismo equipo y que de nuevo coprotagoniza junto con Lolita Flores. Durante el confinamiento, también produce un formato casero de cocina, Mottola en la cocina, accesible desde sus cuentas sociales en Youtube, Facebook e Instagram.

## Teatro
- El submarino, de María Carmen Barbosa y Miguel Falabella (Brasil), dirigida por Carlos Olalla. Gira nacional 2024/25.
- Llévame hasta el cielo, de la obra teatral de Nacho A. Llorente. Dir. Juan Carlos Rubio. Producción de Lolita Flores y Lerele Producción. Estreno en julio de 2020. Gira nacional 2021.
- La fuerza del cariño, de la película de J.L. Brooks y la obra teatral de Dan Gordon. Dir. Magüi Mira. Producción de Jesús Cimarro y Pentación. Estreno Julio 2018. Gira nacional.
- Prefiero que seamos amigos, de Laurent Ruquier. Estreno abril de 2017. Producción de Jesús Cimarro y Pentación, dirigida por Tamzin Townsend. Teatro de La Latina y gira nacional 2017-2018.
- Esperando a Fofó, de Ozkar Galán. Producción de Artematopeya, dirigida y protagonizada por Luis Mottola. Proyecto Teatro para incluir, gira 2017.
- Yo me bajo en la próxima, ¿y usted?, de Adolfo Marsillach. Producción de Varela Producciones, dirigida y protagonizada por Luis Mottola. Gira Viajando con Marsillach 2016.
- Feliz Aniversario, de Adolfo Marsillach. Producción de Varela Producciones, dirigida y protagonizada por Luis Mottola. Gira Viajando con Marsillach 2016.
- En busca de la llama perdida, una producción de Grupo Concertante Talia dirigida por Silvia Sanz Torre con música y libretto de Alejandro Vivas Puig - narrador, personaje Gaucho Colate - estreno noviembre 2015 en el Auditorio Nacional de Música de Madrid.
- Trágala, trágala, de Íñigo Ramírez de Haro, una producción de Yllana dirigida por Juan Ramos Toro con música de Ron Lalá - estreno noviembre 2015 en el Teatro Nuevo Apolo.
- Trágala, trágala, de Íñigo Ramírez de Haro, una producción de Yllana dirigida por Juan Ramos con música de Ron Lalá - estreno marzo 2015 en el Teatro Español.
- Still, de Nacho A. Llorente.
- J (Variaciones sobre Don Juan), de Álvaro Tato, dirigida por Yayo Cáceres - estreno Clásicos en Alcalá (2014).
- Álvaro o la fuerza del vino, microteatro de Nancho Novo, 2014.
- Caídos del cielo de Paloma Pedrero - Teatro Fernando Fernán Gómez, 2009.
- El Acompañamiento de Carlos Gorostiza como Tuco. 2005. Dir. Nacho A. Llorente.
- Criminal de Javier Daulte. 2005.
- ¿Dos? de Borja Ortiz de Gondra. 2005.
- Esperando a Godot de Samuel Beckett en producción de la Real Escuela Superior de Arte Dramático de Madrid. 2003.
- El Acompañamiento de Carlos Gorostiza como Sebastián. (2001)
- No hay que llorar de Roberto Cossa. 1999.
- La Tempestad de William Shakespeare. 1995.

## Cine
- 2020 - Llévame hasta el cielo, de la obra teatral de Nacho A. Llorente. Dir. Juan Carlos Rubio. Producción de Lolita Flores y Lerele Producción. Pendiente de estreno.
- 2018 - La noche de 12 años, largometraje escrito y dirigido por Álvaro Brechner para Tornasol Films, Manny Films, Salado Films y Haddock Films (2017). Reparto.
- 2016 - Es por tu bien, largometraje escrito por Manuel Burque y Josep Gatell y dirigido por Carlos Theron (prod. Telecinco Cinema y Queixito Films).
- 2016 - Carne, cortometraje protagonizado por Luis Motola y Lolita Flores escrito y dirigido por Alejandro Marcos.
- 2014 - Messi (voiceover), largometraje escrito por Jorge Valdano y dirigido por Álex de la Iglesia.
- 2014 - Legionario, largometraje escrito y dirigido por Eduardo H. Garza.
- 2014 - La Doña, cortometraje escrito y dirigido por Alejandro Marcos.
- 2014 - Misila cortometraje (TBA).
- 2014 - Solos en la noche, cortometraje escrito y dirigido por Javier Alonso y Jacobo Vázquez Dodero.
- 2013 - Alacrán enamorado, largometraje dirigido por Santiago Zannou.
- 2013 - Se busca, cortometraje escrito y dirigido por Miguel A. Postigo y David Hebrero.
- 2011 - Vuelo cancelado, cortometraje escrito y dirigido por Gabriel Beitia y Susan Béjar. Finalista de la Novena Edición de Jameson Notodofilmfest (2011).
- 2010 - Despedida y cierre, webisode escrito y dirigido por Carlos de los Santos. Sección oficial festivales Fantastics’ 10, Postmortemfest (México), Rodinia.
- 2010 - Buen rollito, cortometraje escrito y dirigido por Elena Lario.
- 2009 - Anagnórisis, cortometraje escrito y dirigido por Pedro Cisneros y coprotagonizado por Luis Mottola y Sara Casasnovas.
- 2009 - Desátate (Jesús Font).
- 2007 - The Bourne Ultimatum (Paul Greengrass).
- 2006 - 3:19 Nada es casualidad (Dani Saadía).
- 2005 - La distancia (Iñaki Dorronsoro).

## Televisión

### Documental y series limitadas (HBO USA)
- Rusia 2018 (2018)
- Destino Brasil 2014 Archivado el 14 de julio de 2014 en Wayback Machine. (2014)
- Destino Sudáfrica 2010 (enlace roto disponible en Internet Archive; véase el historial, la primera versión y la última). (2010)
- La liga en acción (2009)

### Protagonistas y principales
- La que se avecina (2020)
- Aquí Paz y después Gloria (2015)
- Sin identidad (2014)
- Dreamland (2014)
- Mitos y leyendas (2012)
- El internado como Andrés Novoa (2008-2010)
- Negocis de familia como Fabián Sabinelli (2006-2007)
- En l'aire como Emilio.
- Los buscas de siempre
- Los Simuladores
- Grande Pa
- Life College
- Chiquititas
- Montaña Rusa
- Amigovios
- El 22
- Enamorarte

### Personajes episódicos
- Física o química
- Los Serrano
- Aquí no hay quien viva
- Amar en tiempos revueltos
- Un paso adelante
- Cuéntame cómo pasó
- RIS Científica
- El comisario
- Amistades peligrosas
- Círculo rojo
- El gordo y el flaco
- Muñeca brava
- Verano del 98
- El oro y el barro
- Ilusiones

## Otros
- 2016 - Sentado junto a ti, sencillo del CD Remanezer de Noviembre XI. Dirigido y producido por Jorge Escobedo (Sôber)